# هری ترومن
هری اس. ترومن (به انگلیسی: Harry S.Truman) (۸ مه ۱۸۸۴ – ۲۶ دسامبر ۱۹۷۲) سی و سومین رئیس‌جمهور آمریکا و عضو حزب دموکرات بود. ترومن که در سال ۱۹۴۴ به عنوان معاون فرانکلین روزولت کار در دستگاه اجرایی آمریکا را آغاز کرده بود، پس از مرگ ناگهانی وی ریاست این دستگاه را بر عهده گرفت. در سال ۱۹۴۸، با شکست دادن نامزد جمهوری‌خواه، توماس دیویی، برای بار دوم به ریاست جمهوری آمریکا رسید. از اقدامات مهم او می‌توان به مذاکرات پتسدام با چرچیل و استالین، استفاده از بمب اتمی در ژاپن، کمک رسانی هوایی به برلین در جریان محاصره برلین، جنگ کره، حمایت از تأسیس اسرائیل و طرح مارشال در اروپا و برنامه اصل چهار در سایر کشورها اشاره کرد. به دستور او دو بمب اتمی بر هیروشیما و ناکازاکی فروریخته شد. از این فاجعه بزرگ تصاویری منتشر شد که جهان را شوکه کرد.

## کودکی و ایام آغازین

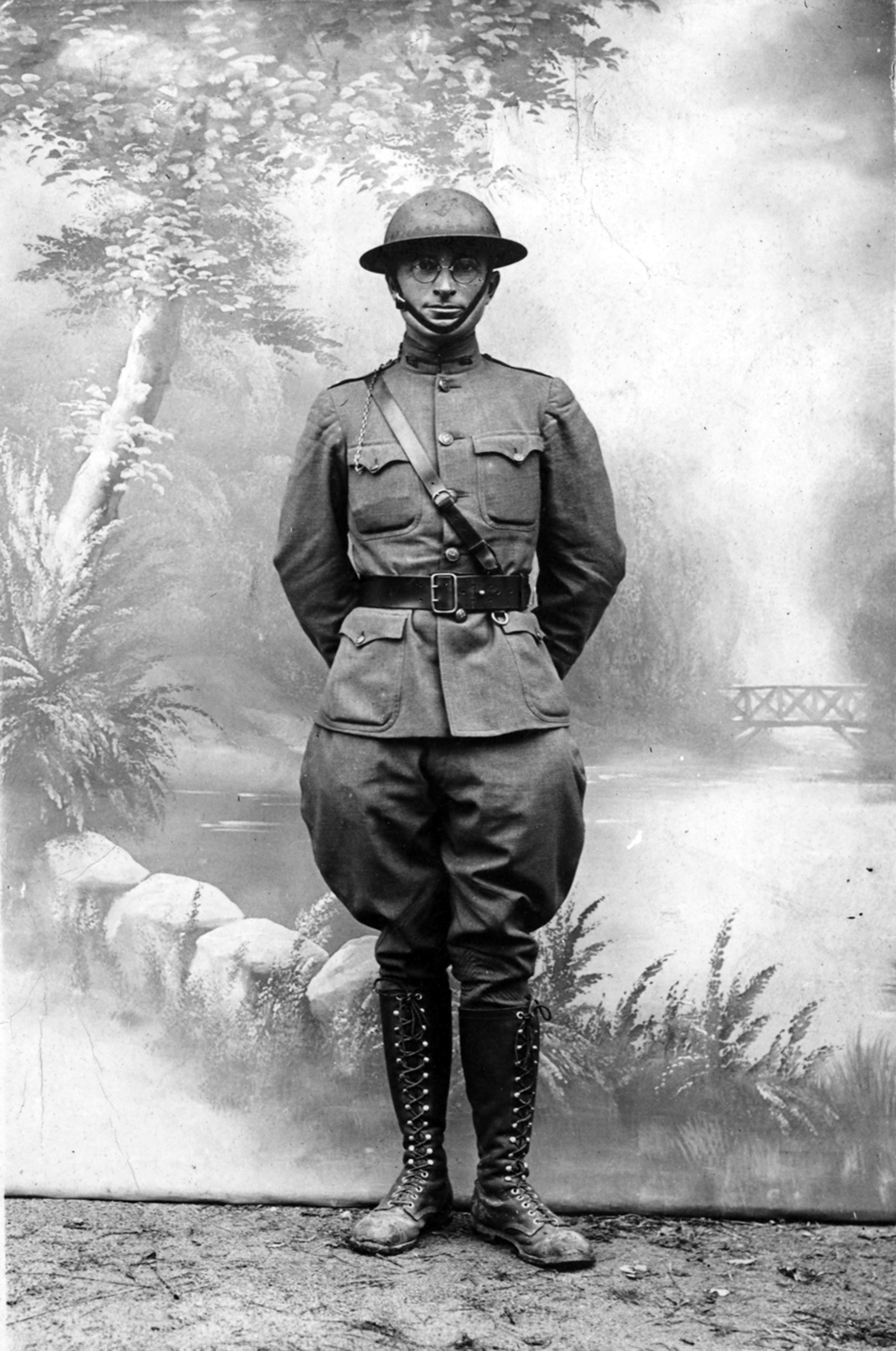
عکس کارت پستال هری اس. ترومن که در فرانسه در طول جنگ جهانی اول گرفته شده است.

ترومن سی و سومین رئیس‌جمهور آمریکا در ۸ مه ۱۸۸۴ در منطقه لامار از ایالت میسوری در خانواده‌ای فقیر و کشاورز به دنیا آمد. او بزرگ‌ترین فرزند جان آندرسون ترومن و مارتا آلن یانگ ترومن بود. در ۶ سالگی او و خانواده‌اش به مزرعه‌ای در گرندویو، میزوری مهاجرت کردند و او در همان حوالی به مدرسه و سپس دبیرستان وارد شد. ترومن پس از مدتی به کلیسای باتیستا ملحق شد. ترومن قصد داشت به مدرسه نظامی ایالت متحده وارد شود ولی وضعیت جسمی او با استانداردهای ارتش مطابقت نداشت در نتیجه در راه‌آهن سانتافی مشغول به کار شد. در ۱۹۰۶ مجدداً به مزرعه خانوادگی خود در گرندویو برگشت و تا سال ۱۹۱۷ مشغول مزرعه‌داری شد.
در زمان جنگ جهانی اول به عنوان فرمانده توپخانه صحرایی ایالات متحده به فرانسه رفت و پس از بازگشت با الیزابت ویرجینا والس ازدواج کرد و در شهر کانزاس‌سیتی، میزوری فروشگاه لباس مردانه باز کرد. در سال ۱۹۲۲ به خاطر فعالیت در حزب دموکرات، به عنوان قاضی دادگاه ایالتی جکسون انتخاب گردید. در سال ۱۹۳۴ سناتور شد و در طول جنگ جهانی دوم کمیته تحقیق جنگ (مشهور به کمیته ترومن) را رهبری می‌کرد، که در طول ریاست این کمیته باعث ۱۵ میلیارد دلار صرفه‌جویی برای آمریکا گردید.

## ریاست جمهوری

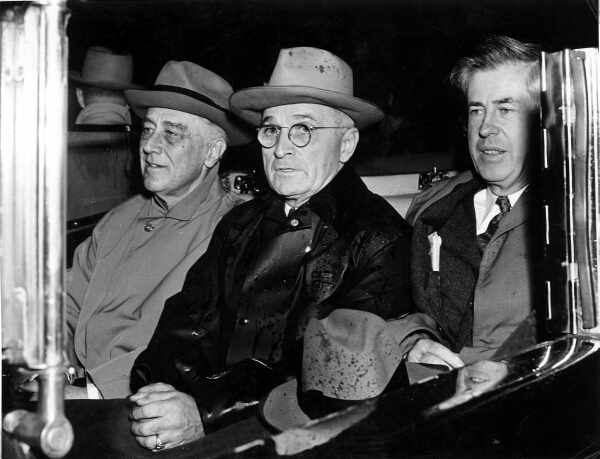
ترومن در کنار هنری والاس و فرانکلین روزولت

در کنوانسیون ملی حزب دموکرات در سال ۱۹۴۴ که در شیکاگو، ایلینوی برگزار شد، ترومن که به خاطر فعالیتهایش در کمیته ترومن مشهور شده بود، به معاونت ریاست جمهوری انتخاب شد و با پیروزی روزولت در انتخابات، به معاونت ریاست جمهوری رسید. ترومن که سمت معاون ریاست جمهوری را دارا بود با مرگ روزولت در سال ۱۹۴۵ به‌طور ناگهانی به ریاست جمهوری انتخاب شد و با شعار معروف «اینجا جای پذیرفتن مسئولیت است» شغل خود را توصیف کرد.

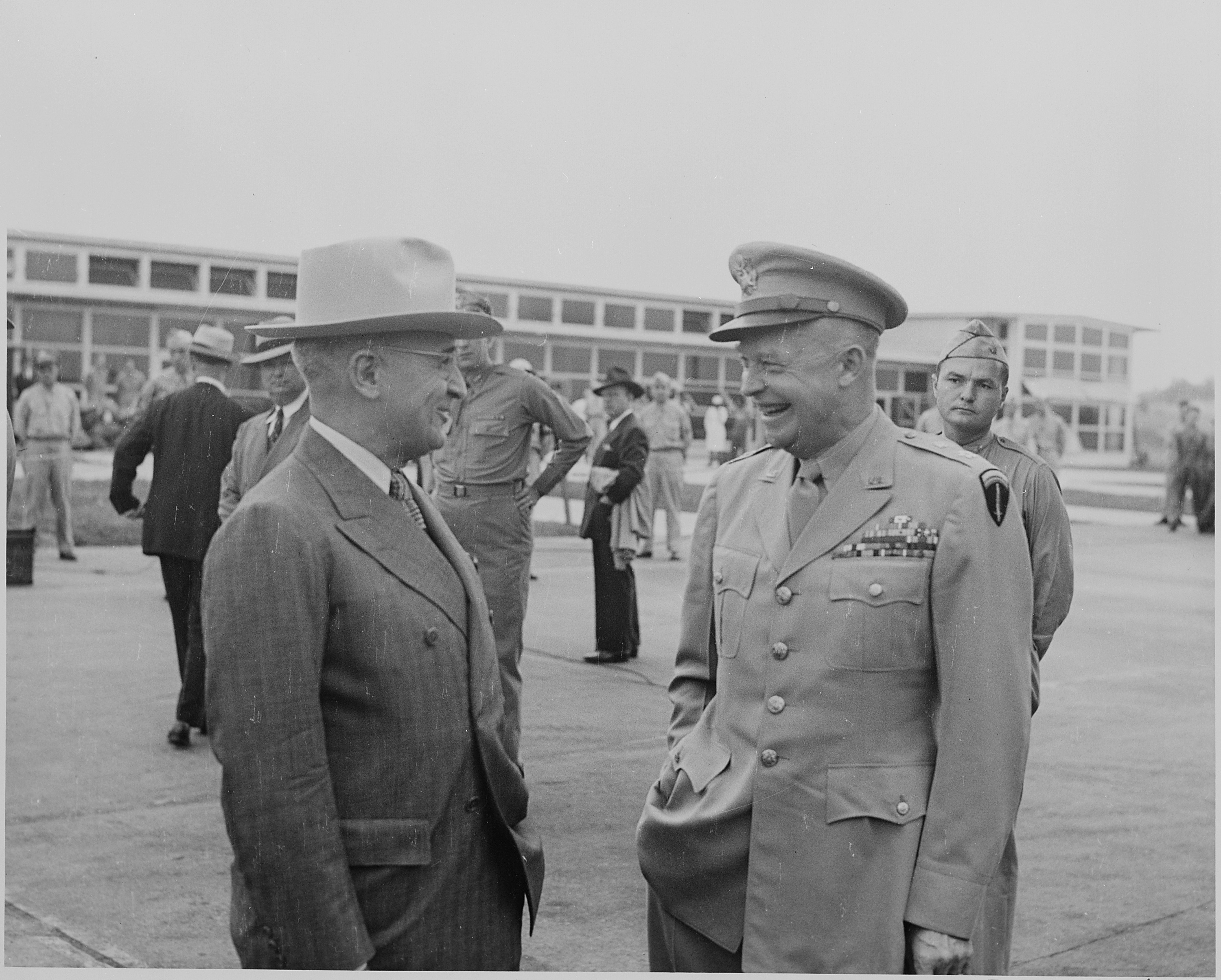
ترومن در حال گفتگو با دوایت آیزنهاور در فرودگاه ملی رونالد ریگان واشینگتن، در حالی که رئیس‌جمهور برای سفر به ساحل غربی آماده می‌شود.

ترومن در تاریخ ریاست جمهوری ایالت متحده به عنوان شخصی که تصمیمات سرنوشت‌سازی را برای آمریکا رقم زده است معروف گردید و زمانی که در ۱۲ آوریل ۱۹۴۵ رئیس‌جمهور شد با حجم زیادی از مشکلات مربوط به جنگ و غیره مواجه گردید. او باید آمریکای پس از جنگ را اداره می‌کرد که با بحران‌های متعددی دست به گریبان بود. آلمان در ماه مه ۱۹۴۵ تسلیم شد و ترومن در ژوئیه همان سال در کنفرانس پتسدام حضور یافت تا در بحث‌های مربوط به طرح‌های توافق برای اروپای پس از جنگ شرکت کند. ترومن برای پایان دادن به جنگ آمریکا و ژاپن دستور پرتاب بمب‌های اتم به شهرهای هیروشیما و ناکازاکی را صادر کرد که در نتیجهٔ آنها ژاپن هم تسلیم شد. در این دو بمباران بیش از ۲۰۰ هزار نفر غیرنظامی کشته شدند و تبعات آن تا سالها هزاران قربانی گرفت.

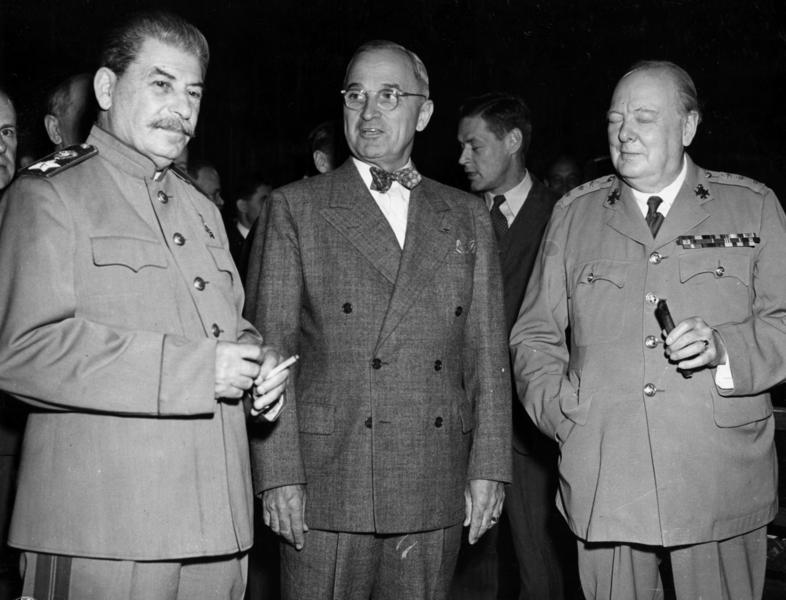
ترومن (وسط) به همراه استالین (چپ) و چرچیل (راست)

نظریه دومینو (سقوط نظام‌های دیکتاتوری پشت سر هم) که برای سالیان دراز در قلب سیاست خارجه ایالات متحده آمریکا را تشکیل می‌داد نخستین بار ژنرال دوایت آیزنهاور آن را پایه‌گذاری کرد: اگر نخستین دومینو بیفتد پشت سر هم تمام قطعات خواهند افتاد بنابراین می‌توان فروپاشی یک نظام را دید. اشاره ژنرال آیزنهاور به کشورهای جنوب شرق آسیا است که دارای گرایش‌های سیاسی اقتصادی کمونیستی بودند. همچنین هری ترومن سلف ژنرال آیزنهاور با کمک‌های مالی به یونان و ترکیه در سال ۱۹۴۷ دکترین ترومن را بنا نهاد تا اقدامی پیشگیرانه با بسط کمونیسم در اروپای غربی انجام دهد. درگیری آمریکا در جنگی در حمایت از کره جنوبی در برابر کره شمالی نمونه‌ای از اهمیت این نظریه در سیاست خارجه آمریکاست.

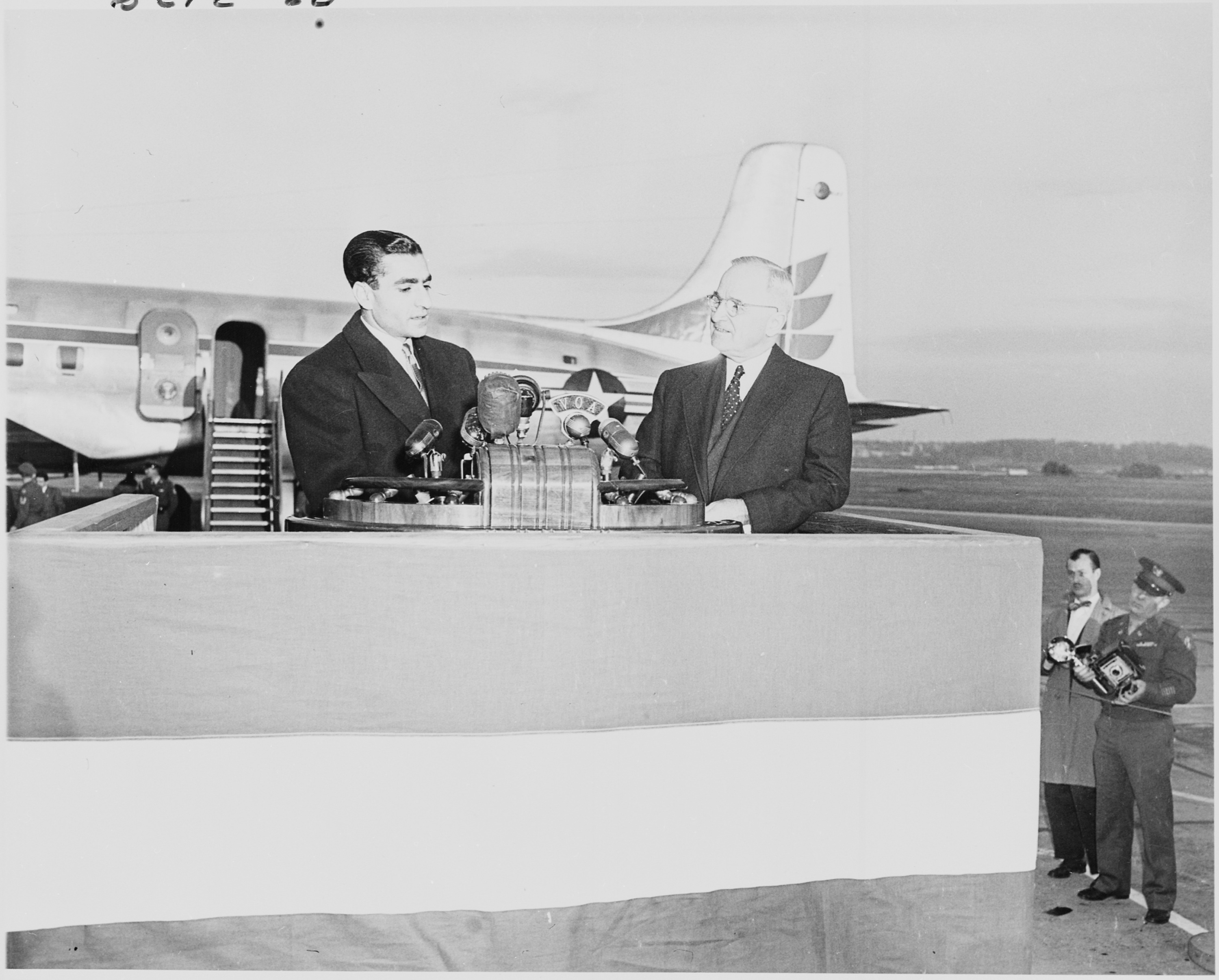
عکسی از سخنرانی محمدرضا پهلوی در فرودگاه ملی واشینگتن، در مراسم استقبال از او در ایالات متحده

با این حال وجهه ترومن پس از ارائه پیشنهادهایی نظیر دکترین وی برای تهدید کمونیسم و کمک به بازسازی اقتصادی کشورهای جنگ زده، احیا شد. وی بار دیگر در سال ۱۹۴۸ به عنوان رئیس‌جمهور آمریکا برگزیده شد. اما ترومن در دور جدید زمامداری‌اش باید با مسائل جدیدی از جمله جنگ سرد با اتحاد جماهیر شوروی، اجرای پیمان آتلانتیک شمالی (ناتو)، استقرار پلیس سازمان ملل در کره و مشکلات داخلی دیگری از جمله ثبات اقتصادی آمریکا، مواجه می‌شد. ترومن در سال ۱۹۵۲ اعلام کرد که دیگر نامزد ریاست جمهوری آمریکا نخواهد شد. در دوران حکومت ترومن، خاورمیانه به دلایل زیر برای دولت آمریکا اهمیت پیدا کرده بود: اول تهدید شوروی، دوم تولد اسرائیل و نفت و سوم بحران آذربایجان ایران در سالهای ۱۹۴۵–۱۹۴۶ م. روابط ایران و آمریکا تا جنگ جهانی دوم محدود بود و مبلغان آمریکایی مذهب پروتستان در تهران و پاره‌ای از مراکز استانها به فعالیت آموزشی و بهداشتی اشتغال داشتند. عدم خروج ارتش سرخ شوروی از ایران پس از پایان جنگ جهانی دوم و همچنین جسارت حزب توده آذربایجان به سبب پشتیبانی ارتش سرخ در راستای تجزیه آذربایجان و پیوست آن به اتحاد جماهیر شوروی، محمدرضا شاه را بر آن داشت تا جهت جلب حمایت آمریکا برای خروج ارتش شوروی از ایران و سرکوب تجزیه طلبان آذربایجان که از دست نشاندگان حزب کمونیست شوروی به حساب می‌آمدند، به آمریکا سفر کرده و نظر مساعد هری ترومن رئیس‌جمهور وقت آمریکا را برای حمایت از وی در مقابل کشورگشایی‌های شوروی که در ایران به صورت تجزیه آذربایجان بروز کرده بود، جلب کند. پس از این دیدار، سازمان حزب توده ایران در آذربایجان با یورش ارتش ایران به فرماندهی حاج علی رزم آرا منهدم و آذربایجان که در یک قدمی جدایی از ایران بود، به سرزمین مادری بازگشت.

## پس از ریاست جمهوری

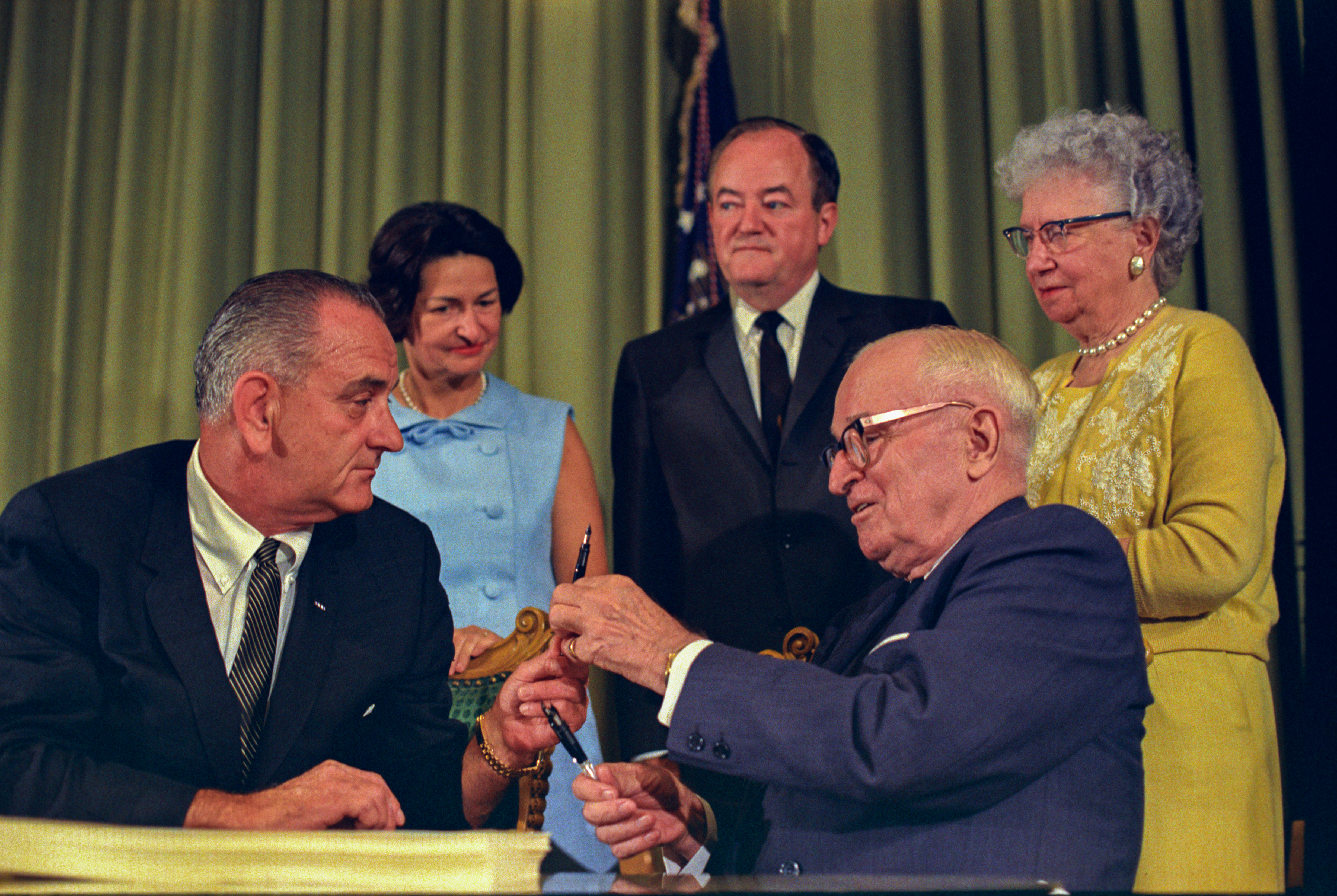
ترومن در سال ۱۹۶۵میلادی

ترومن پس از خروج از کاخ سفید به همراه زن و مادرزنش به مزرعه‌ای در ایندیپندنس، میزوری نقل مکان کرد. ترومن تصمیم گرفته بود برای حفظ احترام مهم‌ترین جایگاه سیاسی آمریکا از دریافت حقوق یا هدیه از شرکت و سازمان‌های مالی خودداری کند. او که پس‌اندازی هم نداشت با مشکلات مالی بسیار دست‌به‌گریبان بود و به‌سختی روزگار می‌گذراند. تنها درآمد او ۱۱۲ دلار در ماه حقوق بازنشستگی ارتش بود. در سال‌های ۱۹۵۵ و ۱۹۵۶ ترومن دو جلد از خاطرات خود را به‌چاپ رساند که فروش موفقی داشت و از بار مشکلات مالی او کاست.
در سال ۱۹۵۷ کنگرهٔ آمریکا قانون رئیس‌جمهور سابق را تصویب کرد که به وزارت خزانه‌داری ایالات متحده آمریکا اجازه می‌داد سالانه ۲۵٬۰۰۰ دلار به رؤسای جمهور سابق بپردازد. به احتمال زیاد وضع مالی ترومن در تصویب این قانون نقش داشته است.
گفته می‌شود هربرت هوور، دیگر رئیس‌جمهور بازنشسته آمریکا که در آن زمان زنده بود، با اینکه وضع مالی خوبی داشت برای جلوگیری از خجالت ترومن این حقوق را دریافت کرد.

## مرگ
هری ترومن در ۲۶ دسامبر ۱۹۷۲ در سن ۸۸ سالگی درگذشت.

## نگارخانه

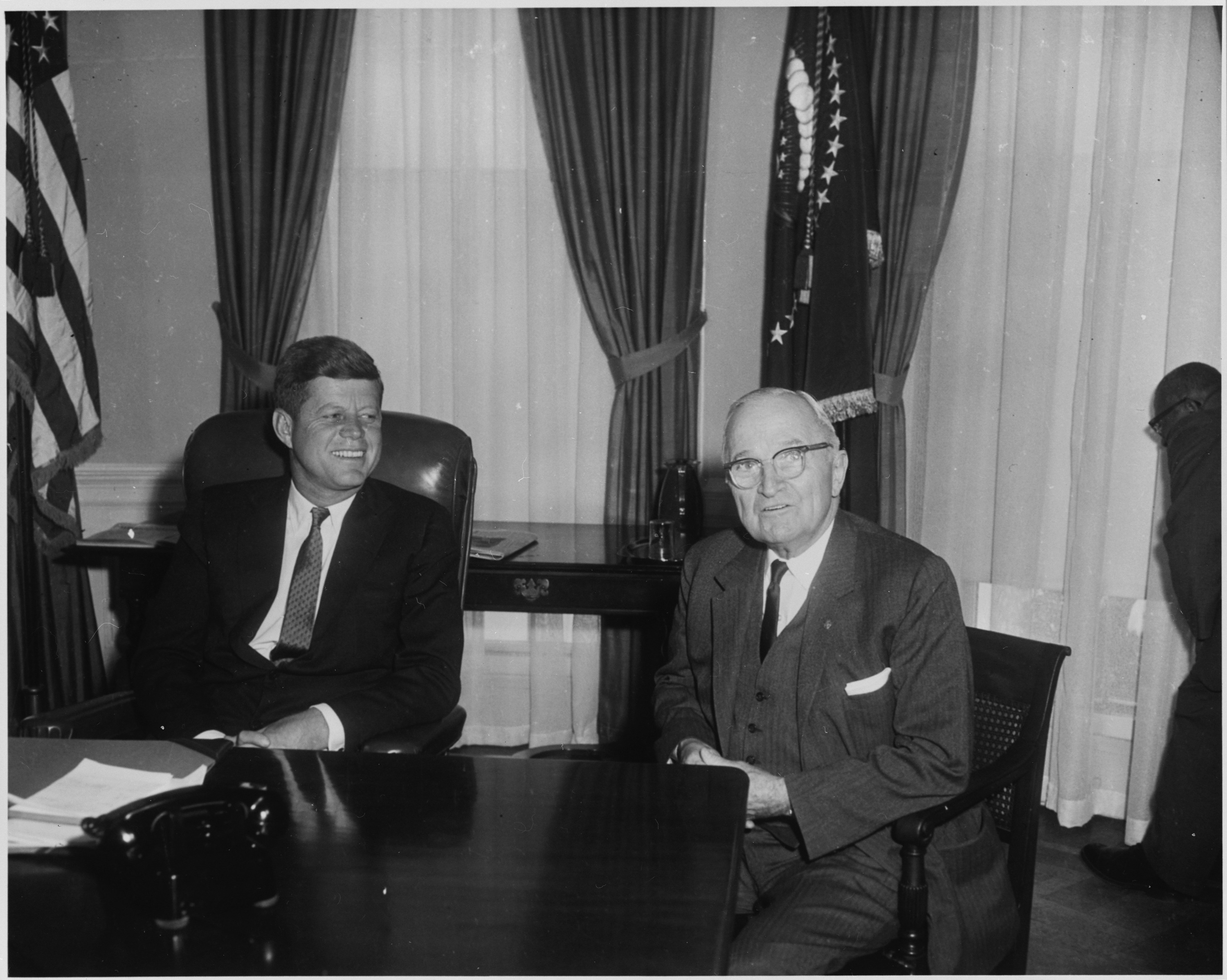
ترومن و کندی در دفتر بیضی، ژانویه ۱۹۶۲‏
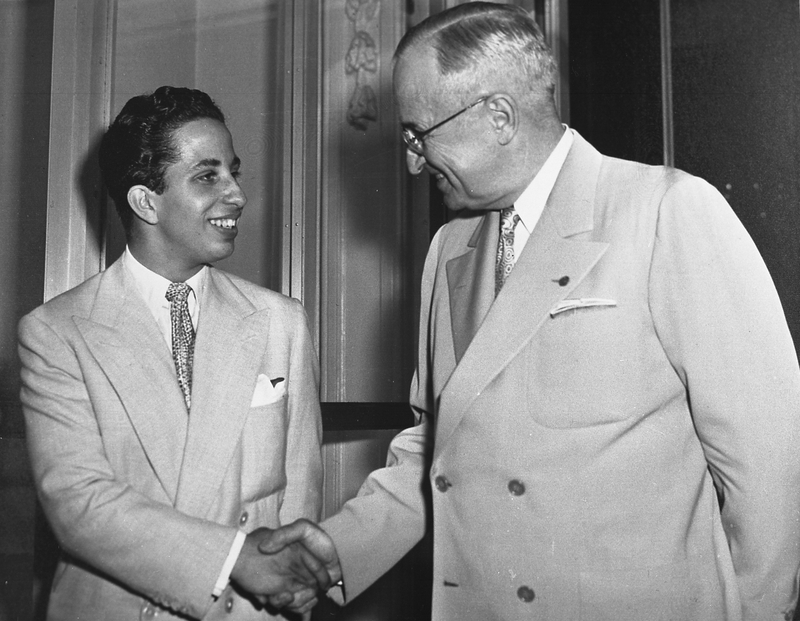
ترومن و فیصل دوم، اوت ۱۹۵۲‏